# Ленникс, Гарри
Га́рри Ле́нникс (англ. Harry Lennix; род. 16 ноября 1964, Чикаго) — американский актёр кино и телевидения.

## Биография
Гарри Ленникс-третий родился 16 ноября 1964 года в Чикаго в семье прачки Лиллиан Клео и машиниста Гарри Ленникса-младшего. Имеет двух старших братьев и старшую сестру. Окончил высшую школу англ. Quigley South, а затем — Северо-Западный университет по специальности «Актёрское мастерство и режиссура». После окончания учёбы некоторое время преподавал в одной из школ родного города, затем переехал в Лос-Анджелес.
С 1989 года снимается в кино, с 1995 — в сериалах.
20 июня 2009 года женился на директоре по развитию бизнеса компании ICV Capital Partners Дьене Николь Грейвс.

## Избранные работы

### Кино и телевидение
- 1989 — Доставить по назначению / The Package — солдат
- 1991 — Пять горячих сердец / англ. The Five Heartbeats — костюмер
- 1992 — Деньги, деньги, ещё деньги / Mo' Money — Том Дилтон
- 1992 — Боб Робертс / Bob Roberts — Франклин Докетт
- 1994 — Телохранитель Тесс / Guarding Tess — Кенни Янг
- 1995 — Толкачи / Clockers — Билл Уолкер
- 1996 — Садись в автобус / англ. Get on the Bus — Рэнделл
- 1997 — Скорая помощь / ER — доктор Грег Фишер (в шести эпизодах)
- 1997—1998 — Диагноз: убийство / Diagnosis: Murder — агент Рон Вагнер (в шести эпизодах)
- 1998 — Где тебя носило? / Since You’ve Been Gone — Джордан Кардозо
- 1998, 2003 — Практика / The Practice — разные роли (в двух эпизодах)
- 1999 — Тит / Titus — Аарон, мавр
- 1999 — Справедливая Эми / Judging Amy — мистер Ньюман (в одном эпизоде)
- 1999 — Военно-юридическая служба / JAG — агент Джон Николс (в одном эпизоде)
- 2000 — Любовь и баскетбол / англ. Love & Basketball — Натан Райт
- 2002 — Тыковка / Pumpkin — Роберт Мири, учитель поэзии
- 2002 — Возмещение ущерба / Collateral Damage — Дрей
- 2003 — Матрица: Перезагрузка / The Matrix Reloaded — командор Джейсон Лок
- 2003 — Матрица: Революция / The Matrix Revolutions — командор Джейсон Лок
- 2003 — Запятнанная репутация / The Human Stain — мистер Силк
- 2004 — Парикмахерская 2: Снова в деле / англ. Barbershop 2: Back in Business — Квентин Леруа
- 2004 — Охотник на убийц / Suspect Zero — Рич Чарлтон
- 2004 — Рэй / Ray — Джо Адамс
- 2005 — Доктор Хаус / House, M. D. — Джон Генри Гайлс, пациент, легендарный джазмен (сезон 1, эпизод 9)
- 2005—2006 — Женщина-президент / Commander in Chief — Джим Гарднер, начальник штаба Белого дома (в девятнадцати эпизодах)
- 2007 — Братство танца / Stomp the Yard — Нейт
- 2007 — Воскрешая чемпиона / англ. Resurrecting the Champ — Боб Саттерфилд-младший
- 2007 — Через Вселенную / Across the Universe — сержант
- 2007 — 24 часа / 24 — Валид Аль-Резани (в шести эпизодах)
- 2008 — Наша Бриташа в Америке / англ. Little Britain USA — Президент США (в четырёх выпусках)
- 2009 — Большая игра / State of Play — детектив Дональд Белл
- 2009—2010 — Кукольный дом / Dollhouse — Бойд Лэнгтон (в двадцати семи эпизодах)
- 2010 — Под прикрытием / Undercovers — Гэри Блум (в одном эпизоде)
- 2011 — Закон и порядок: Лос-Анджелес / Law & Order: LA — агент Босси (в одном эпизоде)
- 2012 — Доктор Эмили Оуэнс / Emily Owens, M.D. — Тим Дюпре (в четырёх эпизодах)
- 2013 — Человек из стали / Man of Steel — генерал Суонвик
- 2013 — Чёрный список / The Blacklist — Гарольд Купер (регулярно)
- 2015 — Чирак / Chi-Raq — комиссар Блэйдс
- 2016 — Бэтмен против Супермена: На заре справедливости / Batman v Superman: Dawn of Justice — секретарь Суонвик
- 2021 — Лига справедливости Зака Снайдера / Zack Snyder’s Justice League — Кевин Суонвик / Дж’онн Дж’онзз / Марсианский Охотник

### Видеоигры
- 2003 — Enter the Matrix — коммандер Лок
- 2005 — The Matrix Online — коммандер Лок